# Khyber Afghan Airlines
Khyber Afghan Airlines — вантажна авіакомпанія зі штаб-квартирою в Джелалабаді (Афганістан).
Компанія заснована в 2001 році.
Портом приписки авіакомпанії і її головним транзитним вузлом (хабом) є Аеропорт Джелалабада.